# Det australske monarki
Det australske monarki (engelsk: Monarchy of Australia) er en statsform, hvor rollen som Australiens statsoverhoved indehaves af en monark, der i det daglige er repræsenteret ved en generalguvernør for hele landet og guvernører for de enkelte delstater, og hvor stillingen som statsoverhoved går i arv inden for den kongelige familie.
Monarkiet blev oprettet, da Westminster-statutten af 1931 trådte i kraft. Dette skete for Australiens vedkommende formelt den 9. oktober 1943, men med tilbagevirkende kraft til den 3. september 1939. Det var den dag, hvor premierminister Robert Menzies erklærede, at Australien gik ind i 2. verdenskrig, som Tysklands modstander.

## Monarker
- 2. verdenskrig – 1952: Georg 6. af Storbritannien fra 1948 med titlen: af Guds Nåde, konge af Storbritannien, Irland og de britiske oversøiske Dominions, troens forvarer (engelsk: By the Grace of God, of Great Britain, Ireland and the British Dominions beyond the Seas King, Defender of the Faith).

- 1952 – 2022: Elizabeth 2., fra 1973 med titlen Elizabeth 2., af Guds Nåde, dronning af Australien og hendes andre riger og territorier, overhoved for Statssamfundet (engelsk: Elizabeth the Second, by the Grace of God, Queen of Australia and Her other Realms and Territories, Head of the Commonwealth).

- Siden 2022: Charles 3.

## Tronarving
William, prins af Wales blev tronarving i 2022.

## Statsoverhoveder før 2. verdenskrig
De australske delstater og forbundsstaten blev organiseret under dronning Victoria af Storbritannien. Derfor regnes dronning Victoria og hendes efterfølgere frem til 2. verdenskrig ofte med blandt de australske statsoverhoveder.

## Tronfølgelov
Australien fik sin egen tronfølgelov i 2015. Generalguvernøren stadfæstede loven den 24. marts 2015, og den trådte i kraft den 26. marts 2015.
Loven bygger på de principper, som Australiens daværende premierminister Julia Gillard fik vedtaget på en konference, som Statssamfundets premierministre holdt i Perth, Vestaustralien i oktober 2011.
Det vigtigste princip fra Perth er, at mænd, der er født efter den 28. oktober 2011, placeres efter deres ældre søstre i tronfølgen.
I perioden 2. maj 2013 til 24. februar 2015 blev loven vedtaget i Australiens seks delstatsparlamenter. Guvernørerne stadfæstede loven i perioden fra den 14. maj 2013 til den 3. marts 2015.
Loven blev vedtaget af forbundsparlamentet den 19. marts 2015, og den blev stadfæstet af generalguvernøren den 24. marts 2015.

## Generalguvernøren
Det er generalguvernøren, der er den australske monarks repræsentant i Australien.
Generalguvernøren udnævnes af monarken, og han eller hun udøver sin magt efter råd fra premierministeren.

## Guvernørerne
Hver australsk delstat har sin egen guvernør.
Disse guvernører udnævnes af den australske monark, og de udøver deres magt efter råd fra delstaternes premierministre.
Frem til 1986 blev guvernørerne udnævnt efter indstilling fra den britiske regering. Derefter sker udnævnelserne efter indstillinger fra delstaternes egne regeringer.

## Folkeafstemning om en republik
Den 6. november 1999 var der en folkeafstemning om Australiens fremtidige statsform. 54,87 procent  af vælgerne stemte nej til en republik.